# ドナルド・ハンスバーガー
ドナルド・ハンスバーガー（Donald Hunsberger、1932年8月2日 - 2023年11月5日）は、アメリカ合衆国の指揮者、編曲者。1965年から2001年までイーストマン・ウインド・アンサンブルの指揮者を務め、また、イーストマン音楽学校の教授でもあった。特に20世紀におけるウインド・アンサンブル編成の確立に貢献したとされており、加えて、指揮・録音・管楽器のための編曲活動でも知られている。イーストマン・ウインド・アンサンブル名誉指揮者。

## 経歴
1932年8月2日、ペンシルバニア州ソーダートンに生まれる。
1962年、イーストマン・シンフォニー・バンド（Eastman Symphony Band）の指揮者および、器楽アンサンブルプログラム（Instrumental Ensemble Program）のコーディネーターに就任。1965年、クライド・ローラー（Clyde Roller）の後任としてイーストマン・ウインド・アンサンブルの指揮者に就任。同アンサンブル在任中に、トランペット奏者ウィントン・マルサリスとの共演も含め多数の録音を行っている。指揮・著作・録音の活動を通じて、ハンスバーガーはウインド・アンサンブルという概念の進展に寄与した。
1985年から1987年まで、全米大学バンド指導者協会（College Band Directors National Association）の会長を務めた。
その後は、サイレント映画音楽の作曲や、主要オーケストラの指揮活動を行っていた。
2023年11月5日死去。91歳没。

## 編曲および著作活動
ハンスバーガーは管弦楽曲の吹奏楽編成への編曲も行っている。
また、管楽器奏者のための教則本であるレミントン・ウォームアップ・シリーズ（Remington Warm Up Series）の編著など、著作活動も手掛けている。

### 主な編曲作品
- ショスタコーヴィチ - 「祝典序曲」
- カバレフスキー - 「コラ・ブルニョン」序曲
- グラフーラ（Claudio S. Grafulla）-「1860年代の響き」（Echones of the 1860's）
- ハチャトゥリアン　- バレエ組曲「スパルタクス」
- ジョン・ウィリアムズ - 「スター・ウォーズ三部作」

### 主な著作
- Cipolla, Frank J., and Donald Hunsberger, eds. The Wind Ensemble and Its Repertoire: Essays on the Fortieth Anniversary of the Eastman Wind Ensemble. Rochester: University of Rochester Press, 1994.
- Hunsberger, Donald. "Wind Band: Here Today - Where Tomorrow? Music Journal 26:10 (December 1968), 36.
- Hunsberger, Donald, and Roy Ernst. The Art of Conducting. New York: Alfred A. Knopf, 1983.

## 主なディスコグラフィー
- 「アメリカン・ミュージック・フォー・シンフォニック・ウィンズ」（American Music for Symphonic Winds）指揮：ハンスバーガー、演奏：イーストマン・ウインド・アンサンブル. Decca DL 710163, 1968年.
- 「ホームスパン・アメリカ」（Homespun America）指揮：ハンスバーガー、演奏：イーストマン・ウインド・アンサンブル.  Vox Box SVBX 5309, 1976年.
- 「超絶技巧〜くまん蜂の飛行」（Carnaval）指揮：ハンスバーガー、演奏：イーストマン・ウインド・アンサンブル、コルネット独奏：ウィントン・マルサリス. CBS Masterworks IM421137, 1986年.
- 「ライブ・イン・大阪」（Live in Osaka）指揮：ハンスバーガー、演奏：イーストマン・ウインド・アンサンブル. Sony Music SK47198, 1990年.